# Jeremy Thorpe
John Jeremy Thorpe (Londen, 29 april 1929 – 4 december 2014) was een Brits politicus en leider van de Liberal Party van 1967 tot 1976.

## Biografie
Thorpe was een zoon van John Henry Thorpe en een kleinzoon aan moederszijde van Sir John Norton-Griffiths, beiden parlementsleden. Hij was een nakomeling van Thomas Thorpe, Speaker of the House of Commons van 1452 tot 1453.
Hij bezocht Hazelwood Independent School te Limpsfield en Eton College. Vervolgens studeerde hij rechten aan het Trinity College van de Universiteit van Oxford.
Thorpe was lid van het Lagerhuis voor North Devon (1959-1979). In 1967 werd hij de leider van de Liberal Party. Zijn partij deed het niet goed bij tussentijdse verkiezingen en zijn positie kwam onder druk te staan. Toen zijn vrouw in 1970 verongelukte verstomde de kritiek. Bij de landelijke verkiezingen van 1974 haalde de Liberal Party het grootste percentage stemmen sinds 1929. Door het Britse districtenstelsel vertaalde zich dit in slechts 14 zetels. De Conservatives boden Thorpe een coalitieregering aan, maar deze wilde hier alleen op ingaan als er hervormingen van het Britse kiesstelsel tegenover stonden. Hierop liepen de onderhandelingen stuk en werden er nieuwe verkiezingen uitgeschreven. Labour vormde hierna een minderheidsregering zonder de Liberal Party.
Na aanhoudende geruchten over een beraamde moord vanwege een eerdere homoseksuele relatie, trad Thorpe in 1976 af als leider van de Liberal Party.

## De affaire-Thorpe
Voormalig model Norman Josiffe (hij veranderde zijn naam in 1967 in Norman Scott) beweerde dat hij begin jaren zestig een homoseksuele relatie had gehad met Thorpe. Dit was toen nog strafbaar in Groot-Brittannië. Thorpe poogde Scott tot zwijgen te brengen via dreigementen en omkoping. Toen dit niet werkte en Scott een gevaar bleef, nam een assistent van Thorpe contact op met een huurmoordenaar. Deze nam Scott enige tijd later mee naar een afgelegen streek en schoot daar eerst zijn hond dood. Toen hij trachtte Scott te doden blokkeerde het wapen. De huurmoordenaar ging er vervolgens vandoor in een huurauto. Thorpe en drie partijgenoten werden aangeklaagd voor het beramen van een moord, maar werden na een rechtszaak in 1979 vrijgesproken. Ondanks de vrijspraak was dit het einde van zijn politieke carrière. In juni 2018 maakte de politie bekend het onderzoek te hebben heropend, omdat de veronderstelde huurmoordenaar onder een andere naam nog bleek te leven, nadat in 2005 was geconcludeerd dat hij was overleden.

## Persoonlijk leven
Thorpe was van 1968 tot 1970 getrouwd met interieurontwerpster Caroline Allpass (1938-1970). Het echtpaar had een zoon, Rupert. In 1973 hertrouwde Thorpe met de pianiste Marion Stein (1926-2014).
Midden jaren tachtig werd bij Thorpe de ziekte van Parkinson vastgesteld en verdween hij uit het publieke leven. Hij was enkel nog aanwezig op het congres van de Liberal Party in 1997 en op de begrafenis van Roy Jenkins in 2003.
In 1999 verschenen zijn memoires, "In My Own Time".

## Trivia
In 2018 werd de Thorpe-affaire verfilmd in de BBC-serie A Very English Scandal. De rol van Jeremy Thorpe werd vertolkt door Hugh Grant.